# Argyrolepidia figurata
Argyrolepidia figurata là một loài bướm đêm trong họ Noctuidae.